# Bethlehem (Galiläa)
Bethlehem in Galiläa (hebräisch בֵּית לֶחֶם הַגְּלִילִית Bejt Leḥem ha-Glilit, deutsch ‚Galiläisches Bethlehem‘) ist eine kleine, genossenschaftlich organisierte, ländliche Siedlung (Moshav) des Regionalverbandes Emek Jizre’el im Nordbezirk Israels zwischen Haifa und Nazaret. Sie befindet sich an der Stelle der alten israelitischen Siedlung, die als Bethlehem von Sebulon (Jos 19,15) bekannt ist. Möglicherweise stammte aus diesem Bethlehem der Richter Ibzan (Ri 12,8-10). Manche Historiker vermuten, dass sogar Jesus von Nazareth in Bethlehem in Galiläa geboren wurde und nicht in der Stadt Bethlehem bei Jerusalem.

## Geographie

### Geographische Lage
Betlehem liegt an den südöstlichen Waldhängen des Allonei Abba Naturschutzreservates, die das intensiv genutzte Jesreel-Tal zwischen Haifa und Nazaret schließen. Der Ort befindet sich geografisch an der Stelle der alten israelitischen Siedlung, die als Bethlehem von Sebulon (Jos 19,15) bekannt ist. Seine höchste Erhebung beträgt 174 m ü. NN.

### Ortsgliederung
Bethlehem ist eine kleine, genossenschaftlich organisierte, ländliche Siedlung (Moschav Asori). Die Regionalplanung steht im Vordergrund. Sowohl die Ansiedlung der Farmen als auch der Aufbau einer Infrastruktur werden für die Moschavim einer Region (etwa zehn bis zwölf Siedlungen) zentral geplant. Im regionalen Zentrum Bethlehem befindet sich ein Krankenhaus, eine Apotheke und eine Schule.

### Nachbargemeinden
Bethlehem ist umgeben vom Moshav Allonei Abba im Westen, vom Naturschutzgebiet Allonei Abba im Norden, vom Dorf Hajajira im Osten sowie von den arabischen Dörfern Zarzir und Manshiyat al-Zabda im Süden.

### Klima
Das Klima wird in Bethlehem durch seine Lage zwischen der subtropischen Trockenheit der arabischen Wüsten einerseits und der subtropischen Feuchtigkeit der Levante andererseits bestimmt und ist wie im ganzen Nordbezirk (Israel) gemäßigt und bewaldet. In relativer Nähe zur Mittelmeerküste herrscht hier das subtropische Mittelmeerklima, das sich zwischen April und Oktober durch trockene, heiße Monate auszeichnet. Im Herbst und Winter gibt es gelegentliche Schauer, im Januar und Februar ist der Himmel oft von grauen Wolken überzogen, Schauer sind möglich. Im Winter kann das Thermometer auch knapp über 0 °C zeigen, manchmal schneit es sogar.

## Geschichte

### Im Altertum 2000 v. Chr. bis 135 n. Chr.
Die Siedlung war ursprünglich als „Bethlehem von Sebulon“ (Jos 19,15) bekannt. Im Jerusalemer Talmud wird sie als Bet Leḥem Zoria bezeichnet, da sie zu dieser Zeit Teil des Königreichs Tyros war. Möglicherweise stammte aus diesem Bethlehem der Richter Ibzan und wurde hier auch begraben (Ri 12,8-12). Manche Bibelwissenschaftler und Archäologen behaupten auch, dass Jesus von Nazareth hier im Jahr 7–4 v. Chr. geboren sein könnte.

### Im Römischen und Byzantinischen Reich 135 bis 638
Nach dem Bar-Kochba-Aufstand (132-135 n. Chr.) zog eine der 24 Kohanim-Familien (Malkijas Familie gemäß 1 Chronik 24, 5-6,9 BU) nach Bethlehem von Sebulon und diente in der Synagoge bis zur Zerstörung des Dorfes. Es erreichte seine Blüte in der spätrömischen und byzantinischen Zeit. Bedeutende Bauwerke und Artefakte dieser Zeit wurden im Ort vor wenigen Jahren gefunden, darunter Überreste einer massiven byzantinischen Kirche mit einer Höhle aus dem 2. Jahrhundert, die unter der Apsis versteckt war. Das könnte darauf hindeuten, dass Bethlehem in der Zeit bereits christlich geworden war und als Geburtsort Jesu gefeiert wurde.

### Zerstörung und Islamisierung 638 bis 1517
Im Jahr 638 wurde Jerusalem von der Armee des zweiten Kalifen Umar ibn al-Chattab erobert. 691 errichteten die Muslime auf dem Tempelberg den Felsendom. Von diesem Zeitpunkt an gab es neben einer jüdischen und einer christlichen auch eine muslimische Präsenz in Palästina. Das antike Bethlehem wurde von den Umayyaden zerstört und arabisch بيت لحم Bait Lahm, DMG Bayt Laḥm neu errichtet. Die Islamisierung wurde durch die Behandlung der Nichtmuslime als Dhimma begünstigt.
Die Dynastie der Abbasiden (arabisch العبّاسيّون, DMG al-‘Abbāsiyyūn) löste 750 die Umayyaden in der Regierung des Kalifats ab. Die Dynastie der Abbasiden bestand durch Einsetzungen durch den mamlukischen Sultan Baibars fort. In der Folge existierte ein durch die Mamluken erhaltenes abbasidisches Ersatz-Kalifat in Kairo, welches die realpolitische Machtausübung an die Mamluken formal übertrug und unter Muslimen außerhalb des Herrschaftsgebietes nur noch geringere Anerkennung erhielt. Mit der Eroberung Kairos durch die Osmanen 1517 wurde die Dynastie der Abbasiden endgültig beendet.

### Im Osmanischen Reich 1517 bis 1918
Nach der Eroberung Kairos durch die Osmanen 1517 fiel das zu hundert Prozent muslimische Dorf Bayt Lahm ans Osmanische Reich. Die Bevölkerung bestand aus 27 Haushalten und zwei Junggesellen, die einen Steuersatz von 25 % auf landwirtschaftliche Erzeugnisse zahlten, darunter Weizen, Gerste, Baumwolle, Gemüse- und Obstgärten, gelegentliche Einnahmen, Ziegen und Bienenstöcke; insgesamt 1200 Akçe.
1859 erklärte der britische Konsul Rogers, dass die Bevölkerung 110 und die Bodenbearbeitung sechzehn Feddans betrug. Victor Guérin kam 1875 zu Besuch und hielt für die westliche Welt fest, dass an Stelle des antiken Bethlehems ein kleines muslimisches Dorf getreten war. Er entdeckte auch eine Ruine der alten Synagoge und byzantinischen Kirche. Im Jahr 1882 beschrieb der Survey of Western Palestine des Palestine Exploration Fund „das antike Bethlehem von Zebulon als ein Dorf, das hauptsächlich aus Lehm auf hoher Ebene an der Grenze des bewaldeten Landes gebaut wurde und dessen nächstes Gewässer sich in Wady el Melek, im Norden (Ras el'Ain), und an den Quellen bei Muwarah im Süden befindet“. Eine Seelenliste aus dem Jahre 1887 zeigt, dass Beit Lahm damals etwa 55 Einwohner hatte, alle Muslime.
In den 1890er Jahren kauften die aus Württemberg (Deutschland) stammenden protestantisch-millenaristischen Templer das Dorf. Sie bauten feine Steinhäuser, die bis heute existieren, bewirtschafteten das Land und gründeten 1906 von Haifa aus hier eine Tochterkolonie mit dem Ortsnamen Bethlehem. Es wurden mehr als fünfzig Templerhäuser gebaut, die dem Baustil der Templerhäuser in Sarona, Wilhelma (heute Bnei Atarot) sowie den deutschen Kolonien Haifa und Jerusalem ähneln. Die Templer glaubten an die Wiederkunft Jesu Christi und das Errichten seines tausend Jahre währenden Reiches (genannt Tausendjähriges Reich oder tausendjähriges Friedensreich), manchmal mit Israel als politisch und religiös dominierender Weltmacht. Ferner glaubten sie auch an das nahe Ende der gegenwärtigen Welt, manchmal verbunden mit der Erschaffung eines Paradieses auf Erden, oder an einen apokalyptischen Fatalismus im Zusammenhang mit einer Jahrtausendwende.

### Zur Mandatszeit 1920 bis 1948

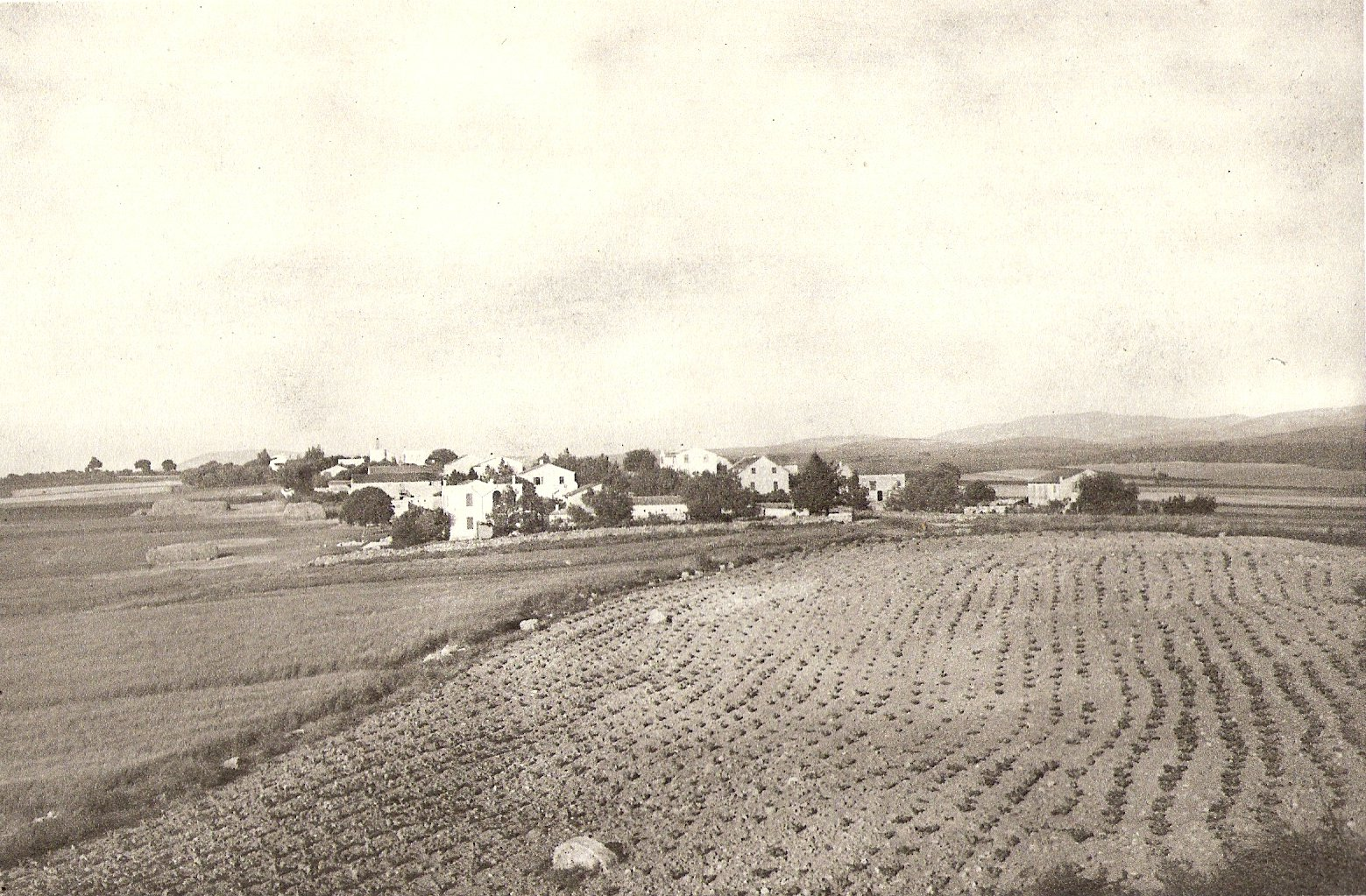
Bethlehem in Galiläa, 1925

In der von den britischen Behörden durchgeführten Volkszählung von 1922 hatte Bethlehem 224 Einwohner; 111 Christen und 113 Muslime. Von den Christen waren 95 pietistische Templer und 16 Melkiten. Diese hatte sich durch die Volkszählung von 1931 leicht auf 235 Personen erhöht; 135 Muslime, 99 Christen und 1 Jude, in insgesamt 51 bewohnten Häusern.
1932 gewann die NSDAP/AO ihre ersten beiden Mitglieder in Palästina: Karl Ruff und Walter Aberle aus der Templer-Kolonie in Haifa. Im Laufe der 1930er Jahre schlossen sich auch Einwohner Bethlehems den deutschen Nationalsozialisten an, was auf die schwindende Affinität zu den ursprünglichen Idealen der Templer hinweist. Nach der Machtergreifung Hitlers 1933 in Deutschland waren alle Auslandsschulen deutscher Sprache, die mit Reichsmitteln subventioniert oder vollständig finanziert wurden, verpflichtet, Lehrer zu beschäftigen, die dem Nationalsozialistischen Lehrerbund angehörten. Die Templer-Funktionäre appellierten an Paul von Hindenburg und das Auswärtige Amt, keine Hakenkreuzsymbole für deutsche Institutionen in Palästina zu verwenden und lehnten den Boykott der Geschäfte jüdischer Deutscher ab. Später ließ diese Opposition nach. Bis August 1939 waren 17 % aller nichtjüdischen Deutschen in Palästina (Palästinadeutsche) Mitglieder der NSDAP. Am 20. August 1939 rief die deutsche Reichsregierung wehrpflichtige nichtjüdische Deutsche in Palästina auf, der Wehrmacht beizutreten, und 350 Männer meldeten sich.
Nach Beginn des Zweiten Weltkriegs galten alle nichtjüdischen Deutschen in Palästina ab 3. September 1939 als feindliche Ausländer. Britischen Behörden internierten sie, wie auch Italiener, Ungarn und weitere Staatsangehörige der Achsenmächte, in Sarona, Bethlehem (Galiläa), Waldheim (heute Allonei Abba) und Wilhelma. Im Sommer 1941 wurden 665 deutsche Internierte (meist junge Familien mit Kindern) nach Australien abgeschoben und diejenigen, die zu alt oder krank waren, zurückgelassen. Im Dezember 1941 und im Laufe des Jahres 1942 wurden weitere 400 deutsche Internierte, meist Ehefrauen und Kinder von Männern, die sich bei der Wehrmacht gemeldet hatten, über die Türkei zur Familienzusammenführung nach Deutschland entlassen, und gegen alliierte Internierte aus ausgetauscht.
Den 1945 Village Statistics zufolge lebten nach Kriegsende in Bethlehem 370 Personen; 210 Muslimen und 160 Christen, und die Gesamtlandfläche betrug laut einer offiziellen Land- und Bevölkerungsuntersuchung 7.526 Dunams. Sechs Dunam Land wurden für Zitrusfrüchte und Bananen, 278 Dunams für Plantagen und bewässerbares Land, 4.796 für Getreide, während 51 Dunam bebaute Gebiete waren. Italienische und ungarische Internierte wurden 1945 freigelassen, aber die Briten weigerten sich, die verbleibenden deutschen Internierten in die Britische Besatzungszone Deutschlands zu überführen. 1947 durften sie nach Australien auswandern.

### In Israel seit 1948
Am 17. April 1948 eroberte die paramilitärische Hagana das Dorf, es wurde von jüdischen Bauern als Moshav neu gegründet. Viele Bewohner, die nun in die Templerhäuser zogen, waren Shoa-Überlebende aus Österreich und den deutschen Besatzungszonen. Nach der Israelischen Unabhängigkeitserklärung vom 14. Mai 1948 blieben nur noch 50 Templer im Land. Gemäß dem Luxemburger Abkommen vom 10. September 1952 zwischen der Bundesrepublik Deutschland auf der einen Seite sowie Israel und der Jewish Claims Conference (JCC) auf der anderen zahlte der Staat Israel den Templern 13 Millionen US-Dollar Entschädigung für ihr Eigentum.

## Religion
Die meisten Einwohner des Moshavs sind Juden, aber nicht alle identifizieren sich mit dem Judentum. Die Mehrheit der Einwohner sind säkularisiert.

## Kultur- und Sehenswürdigkeiten

### Bauwerke
Die typische Templerarchitektur prägt das Dorf, das offiziell als Moshav betitelt wird. Aber anders als in den bekannten und touristisch aktiv vermarkteten Templersiedlungen, wie die deutschen Kolonien in Haifa und Jerusalem oder Sarona in Tel Aviv, weist hier fast nichts auf die Verbindung der Templer zur Ortschaft hin. Dabei hatten die Templer das Dorf in Galiläa 1906 überhaupt erst wiederbelebt und ihm den Ortsnamen zurückgegeben. Heutzutage jedoch gibt es weder Informationsschilder, noch Wegweiser. Nichts, was Touristen dabei helfen könnte, die Geschichte hinter der besonderen Architektur, die sich dort mitten in Galiläa auftut, zu verstehen. Das prächtige „Haus des Volkes“, was früher als Schule diente, steht ungenutzt leer. In den meisten Templerbauten wohnt jeweils eine Familie, betreten kann man die Häuser als Tourist nicht. Lediglich die Pension der Familie Fleischmann verspricht, ein „Haus und auch Geschichte“ zu sein. Viele Bewohner Bethlehems wollen auch keinen großen Tourismus. 2006 wurde ein Denkmal zum Gedenken an die Opfer des Faschismus (Nationalsozialismus) errichtet.

### Grünflächen und Naherholung

#### Naturschutzgebiet "Alonei Abba"
Im Jahr 1994 wurde zwei Kilometer nordwestlich von Bethlehem in Galiläa ein 950-Dünen-Naturschutzgebiet ausgewiesen, in dem Valonia-Eichen (Quercus macrolepis) und Palästina-Eichen (Quercus calliprinos) leben. Andere Pflanzenarten im Wald sind Palästina-Pistazie, Echter Storaxbaum, Johannisbrotbaum, Rhamnus palaestinus und Gewöhnlicher Judasbaum. Die meisten Bäume wurden von osmanischen Truppen während des Ersten Weltkrieges abgeholzt und als Brennstoff für Dampflokomotiven der Militärbahn Masʿūdiyya–Sinai verheizt. Dieser kleine Wald blieb nur auf Druck der Templer in Bethlehem erhalten. Das Naturschutzgebiet ist nach Abba Berdichev benannt, einer der sieben Fallschirmjäger, die von Deutschen während des Zweiten Weltkriegs gefangen genommen und hingerichtet wurden. Der größte Teil des Reservats ist heute offen für experimentelle Weidegänge von Rindern aus Bethlehem. Viele besuchen Bethlehem in Galiläa an einem sonnigen Wochenende im Februar/März, wenn die Blumenwiesenhänge des Allonei Abba Naturreservats ein besonders ästhetisches Erlebnisziel sind, das verschiedene Aspekte an Farbe und Wuchshöhe bietet.

#### UNESCO-Welterbestätten
Nahe Bethlehems in Galiläa befinden sich folgende UNESCO-Welterbestätten: Bet Shearim National Park (9,2 km), Nationalpark Megiddo (25,8 km), Bahai-Weltzentrum in Haifa (25,9 km), Altstadt von Akkon (34,9 km) und die Stätten der menschlichen Evolution im Karmel-Gebirge (42,5 km).

### Sport
In Bethlehem gibt es ein Schwimmbad und eine Sporthalle mit Fitnessstudio.

### Regelmäßige Veranstaltungen
Der Agrotourismus hat die Landwirtschaft als Hauptwirtschaftszweig in den letzten Jahren abgelöst. Einer der vielen Bauernhöfe, die Molkerei zeigt den Besuchern regelmäßig, wie Milch gewonnen wird. Die Templer hatten neben fast jedes Haus auch eine Scheune gebaut, eine Infrastruktur, die noch heute von vielen der 800 Einwohner für die Viehzucht und Gemüseanbau genutzt wird. Daneben gibt es im Dorf eine kleine Fabrik, in der Besucher lernen können, wie man Seifen herstellt. Auch eine Olivenölproduktion lädt mit einem kleinen Besucherzentrum ein. Die Gewürzfarm der Familie Zitherspieler, die ihre Gewürze auch in den Gourmetabteilungen deutscher Kaufhof-Filialen und in einem Flagship Store in Düsseldorf unter dem Namen „Spicy Way“ anbietet, ist ebenfalls eine Sehenswürdigkeit Bethlehems in Galiläa.

### Möglicher Geburtsort Jesu

#### Biblische Überlieferung
Nach der Kindheitserzählung des Matthäus 2,1-12  wurde Jesus von Nazareth zur Zeit des Königs Herodes (7–4 v. Chr.) in Betlehem in Juda geboren, doch wird der Wert dieser theologischen Erzählung als historische Quelle bezweifelt. Die Heimat seiner streng jüdischen Familie war Nazaret in Galiläa, wo sich auch das spätere öffentliche Wirken Jesu im Wesentlichen abspielte. Bei Matthäus 2,6  heißt es "Du, Betlehem im Gebiet von Juda, bist keineswegs die unbedeutendste unter den führenden Städten von Juda; denn aus dir wird ein Fürst hervorgehen, der Hirt meines Volkes Israel." Matthäus zitiert hier den Propheten Micha (Mi 5,1 BU) und zitiert ihn falsch, denn dort steht: „Du aber, Betlehem-Efrat, gering, um zu sein unter den Tausendschaften Jehudas, aus dir fährt mir einer hervor, in Jisrael Walter zu sein, dessen Ausfahrt ist von Ur her, von den Tagen der Frühzeit.“ Der Evangelist Lukas, der später als Matthäus sein Evangelium aufgeschrieben hat, kannte den Matthäusbericht. Viele Theologen meinen, dass Lukas’ Angabe einer Volkszählung ein literarisches Mittel sei, das erklären sollte, warum es zur Geburt Jesu in Betlehem bei Jerusalem kam: Auch diese sei gemäß dieser Betrachtungsweise nicht als historische Angabe zu werten, sondern als Ausdrucksmittel der Messianität Jesu. Der Evangelist Markus weiß nichts von Betlehem bei Jerusalem als Geburtsort Jesu. Er beginnt ganz schlicht: „Eines Tages kam Jesus aus Nazaret in Galiläa und ließ sich von Johannes im Jordan taufen.“ (Markus 1,9 )
Bruce Chilton, ein US-amerikanischer Schriftgelehrter des Judentums und Frühchristentums, regt in seinem Buch Rabbi Jesus: An Intimate Biography (2000) an, dass die Weihnachtsgeschichte nach Matthäus nicht vollständig erfunden sein muss. Josef könnte, aus Bethlehem in Galiläa stammend, Maria bei der Arbeit auf Baustellen in Nazaret oder im nahegelegenen römischen Palast von Sepphoris begegnet sein, wo oft angenommen wird, dass dort Maria aufgewachsen sei. Er könnte mit der hochschwangeren Maria von ihrem Haus in Nazaret auf einem Esel die etwa 11 Kilometer zu seiner Familie nach Bethlehem in Galiläa geritten sein, als der Geburtstermin näher gerückt war. Chilton glaubt, der Evangelist Matthäus habe mit dem bekannten Bethlehem in Judäa mehr Juden für die Lehre Jesu gewinnen wollen, weil es als Heimatstadt König Davids erwähnt ist. Er habe gehofft, dadurch eine glaubwürdige Verbindung zwischen Jesus und König David durch die Gestalt Josefs herzustellen.
Eine wachsende Zahl von Bibelwissenschaftlern behaupten, eine beträchtliche Menge an Beweisen für die Theorie gefunden zu haben, dass für das Bethlehem in Judäa der Messias keineswegs vorausgesagt war. Bet Leḥem heißt "Haus des Brotes", efrata heißt "fruchtbar". Tatsächlich ist die Gegend von Bethlehem in Judäa fruchtbar, doch die Gegend von Bethlehem in Galiläa auch. Das Bethlehem in Galiläa ist heute noch so unbedeutend, wie es offensichtlich schon zu Zeiten des Propheten Micha gewesen ist. Eine der führenden Städten von Judaä ist es nie gewesen. Dagegen so klein unter den Tausendschaften Judas war es immer. Im Bethlehem in Gailiäa wohnten zur Zeit der Geburt Jesu auch Anhänger einer jüdischen Glaubensrichtung, deren hervorragende Gestalten Nasiräer waren. Wissenschaftler machen glaubhaft, dass der Name Nazareth mit Nasiräerstadt übersetzt werden kann. Es sei nicht von der Hand zu weisen, dass aus einer Gegend, in der traditionsgemäß besonders fromme Leute wohnten, plausibler ein Messias zu prophezeien war, als von irgendwoher sonst. Ein Nasiräer, auch Nasoräer und Nazaräer war vor der Zeitenwende im Judentum auf Dauer oder für eine bestimmte Zeit Gott geweiht. Die bekanntesten Nasiräer waren Richter Schimschon (Ri 13,5 BU), der Prophet Samuel (1 Sam 1,11) und Johannes der Täufer. Alle drei Gestalten wurden bereits vor ihrer Geburt Gott als Nasiräer geweiht. Paulus von Tarsus berichtet, ihm sei Jesus als Nasiräer erschienen (Apg 22,8 ). Nach seiner Berufung legte er selbst ein Nasiräergelübde ab (Apg 18,18 ). Er unterstützte andere, damit sie Nasiräeropfer aufbringen konnten (Apg 21,24-26 ). Die christlichen Kirchen sind sich einig in der Ansicht, dass mit Jes 11,1-2 BU der Messias vorausgesagt wurde. „Geschehn wird an jenem Tag: Der Wurzelspross Jischajs, der als Banner der Völker steht.“ (Jes 11,10 BU) Dieser Vers unterstreicht die Messiasprophezeiung. Jesus dürfte als Nezeräer (göttlicher Szepterträger) ebenso verstanden worden sein wie als Nasiräer (einer, der ein Gelübde abgelegt hat), wie als Nazarener (einer aus Nazareth). Alles macht den Geburtsort Jesu in der Nähe von Nazareth noch wahrscheinlicher.

#### Archäologische Hinweise
Dass der Wert der theologischen Weihnachtserzählung als historische Quelle bezweifelt wird, hat auch unter Archäologen heftige Diskussionen ausgelöst. „Medizinisches Grundwissen sagt Ihnen, dass eine hochschwangere Frau einen Esel nicht 150 Kilometer reiten kann, ohne ihr Baby zu verlieren“, sagt Aviram Oshri, leitender Archäologe der israelischen Altertumsbehörde (IAA). Die Behörde beauftragte ihn Anfang der 1990er Jahre, einige Bergungsarbeiten rund um die Gebäude- und Infrastrukturprojekte Bethlehems in Galiläa durchzuführen. Fasziniert von der geheimen Überzeugung einiger galiläischer Bethlehemer, dass Jesus in ihrem Heimatort geboren sei, begann Oshri im anderen Bethlehem in Judäa nach archäologischen Überresten aus der Zeit des König Herodes zu suchen und fand nichts. Im Auftrag der israelischen Altertumsbehörde führte er daraufhin ein Jahrzehnt lang Ausgrabungen im Bethlehem in Galiläa durch. Zwei Jahre nachdem er seine Ausgrabungen abgeschlossen hatte, veröffentlichte er in der US-amerikanischen Wissenschaftszeitschrift Archaeology Vol. 58 Nr. 6 vom November / Dezember 2005 seine Forschungsergebnisse, die darauf hindeuten, dass der traditionell überlieferte Geburtsort Jesu falsch sein könnte. „Ich denke, der echte Ort der Krippe ist hier und nicht im anderen Bethlehem bei Jerusalem“, sagt Oshri und verweist auf alte historische Aufzeichnungen einer Befestigungsmauer um das biblische Bethlehem – eine solche Mauer wurde im Bethlehem bei Jerusalem nicht gefunden, ist aber im galiläischen Bethlehem deutlich zu sehen. Oshri liefert Beweise dafür, dass das galiläische Bethlehem zur Zeit der Geburt Jesu von Juden bewohnt war, während „das andere Bethlehem überhaupt nicht bewohnt war“. „Ich weiß, dass es Juden waren, weil wir hier Überreste einer Industrie von Steingefäßen gefunden haben, und es wurde nur von Juden und nur in der Zeit Jesu benutzt“. Es wurden Artefakte ausgegraben, darunter antike Öllampen mit Kreuzen und vielen Schweineknochen des Frühchristentums. Bagger entdeckten Überreste einer massiven byzantinischen Kirche mit einer Höhle, die unter der Apsis versteckt war. Und sein Archäologenteam entdeckte auch ein weiteres zweistöckiges Gebäude, das ein alter Khan oder ein Gästehaus gewesen sein könnte. Das zeigt, so Oshri, dass das Bethlehem in Galiläa einige Jahrhunderte später christlich geworden war und im Frühchristentum als Geburtsort Christi gefeiert wurde. Kaiser Justinian I. prahlte damit, eine Befestigungsmauer um das Dorf Bethlehem herum zu bauen, um es zu schützen. Die Ruinen dieser Mauer, sagt Oshri, umschließen heute noch Teile des galiläischen Dorfes. Der leitende Archäologe der israelischen Altertumsbehörde glaubt, dass noch andere wichtige Funde gemacht werden müssen, die mehr zur Geschichte des „anderen Bethlehems“ verraten werden, aber für weitere Ausgrabungen fehlen bislang die Gelder. Oshri warnt auch davor, dass, was immer die Beweise in Galiläa sein mögen, eine Revolution in den gemeinsamen Wahrnehmungen der Geburt Jesu noch weit entfernt ist. Geschäftsinteressen seien zu wichtig, und nach all den Jahrhunderten hätten die Kirchen kein großes Interesse mehr, die Weihnachtsgeschichte zu ändern.
Tatsächlich reagierte Uzi Dahari, stellvertretender Direktor der israelischen Altertumsbehörde, eher zurückhaltend auf Oshris Vorschlag, die Kirche und die Höhle darunter wieder auszuheben. Sie sei nur eine der vielen byzantinischen Kirchen, die gebaut wurden, als Helena (Mutter Konstantins des Großen) nach Israel kam. „Jeder, der forscht und sich damit beschäftigt, sagt, dass der historische Jesus in Nazareth geboren wurde, seine Familie von dort herkam und ihn die ganze Geschichte um Bethlehem in Judäa nur an das Familiengeschlecht König Davids binden sollte.“ Jerome Murphy-O’Connor, Dominikaner und Professor für Neues Testament an der École biblique et archéologique française de Jérusalem, erläuterte in seinem Artikel für das Biblical Archaeology Review Magazine vom Jahr 2011, warum er Oshris These für falsch hält. Clyde Billington, Professor für Alte Geschichte und geschäftsführender Redakteur des Artifax Magazine, meint, dass ein derzeitiges Fehlen an archäologischen Beweisen im Bethlehem in Judäa aus der Zeit der Geburt Jesu nicht unbedingt bedeute, dass Jesus anderswo geboren sein muss.

## Wirtschaft und Infrastruktur
In den letzten Jahren hat der Agrotourismus die Landwirtschaft als Hauptwirtschaftszweig abgelöst.

### Unternehmen
Der Olivenöl-Bauernhof Galili und ein Milchzuchtbetrieb, die Familie Ktofoti – Selbstpflücken, die Gewürzfarm der Familie Zitherspieler und Baumschule Keren Tzur, Restaurants und ländliche Unterkünfte gehören heute zu den touristisch orientierten Betrieben im Dorf.

### Öffentliche Einrichtungen
In Bethlehem gibt es ein Kulturzentrum mit einer Bibliothek, einem Schwimmbad, einer Sporthalle mit Fitnessstudio und einem Spielplatz. Hier befindet sich auch die älteste Überlebensschule Israels.

### Bildung
Bethlehem unterhält einen Kindergarten. Ältere Kinder werden in eine Grundschule in Ramat Jischaj und eine weiterführende Schule in den Moshav Nahalal gebracht.

### Verkehr
Folgende Flughäfen gibt es in der Nähe des galiläischen Bethlehems: Haifa International Airport (16 km), Ben Ya'akov Airport (45 km), Kiryat Shmona Airport (66 km), Sde Dov Airport (79 km), Ben Gurion International Airport (85 km). Aus Bethlehem führt die Straße  (hebräisch 7513 כביש) nach Westen, die ins Moschav Alonei Abba und weiter südwestlich auf die Landstraße  in Richtung Haifa / Nazareth führt. Tempolimit im Ort ist 50 km/h, außerhalb 90 km/h. Es gibt eine Busverbindung von Bethlehem (Galiläa) Centrum nach Haifa über Kiryat Tivon. Nach Nazaret kommt man mit den öffentlichen Verkehrsmitteln nur von der 1,2 Kilometer entfernten Nachbargemeinde Hajajra.

## Persönlichkeiten

### Söhne und Töchter des Dorfes
- Jesus von Nazareth (nach Auffassung einiger Bibelwissenschaftler und Archäologen)